# Lewan Aroszidze
Lewan Aroszidze, gruz. ლევან აროშიძე (ur. 9 lipca 1985 w Tbilisi) – gruziński szachista, arcymistrz od 2006 roku. Aktualnie reprezentuje Hiszpanię.

## Kariera szachowa
W latach 1994–2002 kilkukrotnie reprezentował Gruzję na mistrzostwach świata i Europy juniorów, największy sukces odnosząc w 1995 r. w São Lourenço, gdzie zdobył tytuł wicemistrza świata do 10 lat. W 1999 r. zwyciężył w rozegranym w Baku turnieju juniorów do 18 lat, wyprzedzając Nidżata Mamedowa, Wugara Gaszimowa i Ołeksandra Areszczenko. W 2000 r. podzielił I m. (wspólnie z m.in. Zwiadem Izorią, Merabem Gagunaszwilim i Baadurem Dżobawą) w mistrzostwach Gruzji juniorów do 20 lat.
Normy na tytuł arcymistrza wypełnił w Stambule (2004, dz. III m. w akademickich mistrzostwach świata, za Pawłem Smirnowem i Denisem Chismatullinem, ex aequo z Ehsanem Ghaemem Maghamim), Kavali (2005) oraz na drużynowych mistrzostwach Turcji (w sezonie 2005/06). Do innych jego indywidualnych sukcesów należą m.in.:
- dz. II m. w finale indywidualnych mistrzostw Gruzji (2005, Tbilisi, za Walerianem Gaprindaszwilim, wspólnie z Lewanem Pantsulaia i Micheilem Mczedliszwilim),
- dz. II m. w Kalamarii (2005, za Vasiliosem Kotroniasem, wspólnie z m.in. Joanisem Nikolaidisem i Borysem Czatałbaszewem),
- dz. II m. w Sorcie (2006, za Julio Grandą Zuniga, wspólnie z m.in. Mihai Șubą),
- dz. I m. w Atenach (2006, turniej Acropolis, wspólnie z Tamazem Gelaszwilim i Fernando Peraltą),
- II m. w Tbilisi 2007, za Dawitem Dżodżuą),
- dz. I m. w Banyoles (2007, wspólnie z Wiktorem Moskalenko, Jose Gonzalezem Garcią, Renierem Gonzalezem i Mihailem Marinem),
- dz. II m. w Badalonie (2007, za Aleksandrem Delczewem, wspólnie z m.in. Marcem Narciso Dublanem i Raszadem Babajewem),
- dz. II m. w Stambule (2007, za Michaiłem Gurewiczem, wspólnie z m.in. Gadirem Gusejnowem, Dawidem Arutinianem i Eldarem Gasanowem),
- dz. II m. w Gironie (2007/2008, za Josepem Manuelem Lopezem Martinezem, wspólnie z Jakubem Czakonem i Marcem Narciso Dublanem),
- dz. II m. w Benasque (2008, za Julio Grandą Zuniga, wspólnie z m.in. Władimirem Bakłanem, Aleksandrem Delczewem, Romainem Édouardem i Kevinem Spraggettem),
- I m. w Diakopto (2009),
- dz. I m. w Figueres (2010, wspólnie z Lelysem Stanleyem Martínezem Duanym),
- I m. w Palma de Mallorca (2010),
- dz. I m. w Barcelonie (2011, wspólnie z Manuelem Leonem Hoyosem i Yusnelem Bacallao Alonso),
- I m. w Barbera del Valles (2011),
- dz. I m. w Figueres (2011, wspólnie z V.Vishnu Prasanną),
- I m. w Sabadell (2012).

Najwyższy ranking w dotychczasowej karierze osiągnął 1 maja 2012 r., z wynikiem 2582 punktów zajmował wówczas 7. miejsce wśród gruzińskich szachistów.